# Chris Renaud
Chris Renaud (nascido em 1966) é um ilustrador e cineasta americano. Ele foi nomeado ao Oscar de 2006 pelo curta-metragem de animação No Time for Nuts, que contou com o personagem Scrat da franquia A Era do Gelo. Seu trabalho mais notável foi na franquia Despicable Me, em que dirigiu os dois filmes dela, e dublou os Minions.

## Filmografia
- Projeto ainda sem título da Illumination Entertainment (2015): Diretor[2][3]
- Minions (2014): Exec producer, voice of The Minions[4]
- Despicable Me 2 (2013): Diretor,[5] voz de Phil, Minions do Mal e Minions adicionais
- The Lorax (filme) (2012): Diretor
- Despicable Me (2010): Diretor, voz de Phil
- Ice Age: Dawn of the Dinosaurs (2009): Criador da história
- Horton Hears a Who! (2008): Criador da história
- No Time for Nuts (2006): Diretor/Escritor (História)
- Ice Age: The Meltdown (2006): Storyboard
- Robots (2005): Storyboard
- The Book of Pooh: Diretor de arte/Designer (2° temporada)
- It's a Big Big World: Designer gráfico
- Bear in the Big Blue House: Designer gráfico (última temporada)